# Erkheim
Erkheim é um município da Alemanha, situado no distrito de Baixa Algóvia, no estado da Baviera. Tem 32,18 km² de área, e sua população em 2019 foi estimada em 3.148 habitantes.